# Drapeau de la Sierra Leone
Le drapeau de la Sierra Leone est officiel depuis le 27 avril 1961. C'est un drapeau à trois bandes horizontales : verte, blanche et bleue. Le vert représente l'agriculture, les montagnes et les ressources naturelles ; le bleu, l'espoir de paix qu'entend apporter Freetown au reste du monde ; et le blanc rappelle l'unité et la justice.
Par ses couleurs, il ressemble beaucoup au drapeau de la province de Galápagos, qui coïncide avec l'archipel éponyme appartenant à l'Équateur. Seules les nuances de vert et de bleu diffèrent, celles du drapeau de la Sierra Leone étant plus claires.

## Autres drapeaux

Étendard des présidents sierra-léonais
Étendard des ambassades sierra-léonaises
Utilisation :  Pavillon des forces armées navales sierra-léonaises